# Castétis
Castétis [kastetis] ist eine französische Gemeinde mit 644 Einwohnern (Stand 1. Januar 2022) im Département Pyrénées-Atlantiques in der Region Nouvelle-Aquitaine (vor 2016: Aquitanien). Die Gemeinde gehört zum Arrondissement Pau und zum Kanton Artix et Pays de Soubestre (bis 2015: Kanton Orthez).
Die Bewohner werden Castétisiens oder Castétisiens genannt. Der Name in der gascognischen Sprache lautet Castethins.

## Geographie
Castétis liegt ca. 50 km nordwestlich von Pau und ca. 6 km südöstlich von Orthez am rechten Ufer des Gave de Pau in der historischen Provinz Béarn.
Umgeben wird der Ort von den Nachbargemeinden:
|        |                                             | Balansun |
| Orthez | Kompassrose, die auf Nachbargemeinden zeigt |          |
| Biron  | Sarpourenx                                  | Argagnon |

Castétis liegt im Einzugsgebiet des Flusses Adour. Einer seiner Nebenflüsse, der Gave de Pau, strömt zusammen mit einem seiner Zuflüsse, dem Ruisseau de Clamondé, durch das Gebiet der Gemeinde.

## Geschichte
Die älteste Besiedelung von Castétis datiert aus der Römerzeit, wie Funde von Gebrauchsgegenständen, Tongeschirr und Scherben von Amphoren belegen. Das Dorf hat sich im Zentrum eines Ringwalls mit umgebenden Gräben entwickelt, der im ersten Jahrhundert v. Chr. nach dem gallischen Krieg an einer Römerstraße angelegt wurde und dessen Spuren noch heute sichtbar sind.
Bevor sich die historische Provinz Béarn konstituierte, war Castétis die westlichste Bastion des Vicomtes von Béarn gegenüber der benachbarten Vicomté von Dax. Aus diesem Grund mussten die Bauten des Dorfes im Sinne der Verteidigungsfähigkeit in unsicheren Zeiten und territorialen Konflikten errichtet werden.
In den Urkunden der Vicomté von Béarn wird Castétis 1304 erstmals in der Form Castetiis erwähnt. Der Name ist eine gascognische Ableitung des lateinischen Wortes castellum (deutsch Burg) zusammen mit der Ableitung tiis des lateinischen Worts finis (deutsch Grenze) und bringt die geografische Lage an der Grenze zwischen zwei Vicomtés zum Ausdruck. 1385 gehörte Castétis zur Komturei des Johanniterordens von Caubin und Morlaàs und es wurden beachtliche 68 Haushalte bei der Volkszählung erfasst.
Weitere Toponyme und Erwähnungen von Castéra waren in der Folge
- Casteg-Tiis (1344, Notare von Pardies),
- Castethiis (1369, Urkunden des Béarn),
- Casteg-Thiis (1385, Volkszählung),
- Castetys (1399, Verträge des Bearner Notars Gots) und
- Castetins (1675, Manuskriptsammlung des Béarn).[6]

Auf der Karte von Cassini 1750 ist Castétis als Castetis eingetragen, während der Französischen Revolution 1793 wird die Gemeinde als Castelis geführt, acht Jahre später während des Französischen Konsulats als Castelis und schließlich unter der heutigen Namensform verwaltet.

### Einwohnerentwicklung
Nach einem ersten Höchststand von fast 645 Einwohnern in der Zählung des Jahres 1846 ist die Zahl bei kurzen Wachstumsphasen bis zu den 1930er Jahren zunächst um insgesamt rund 40 % zurückgegangen. Seitdem ist eine Stabilisierung zu verzeichnen und die Bevölkerungszahl ist wieder auf über 600 gewachsen.
| Jahr      | 1962 | 1968 | 1975 | 1982 | 1990 | 1999 | 2006 | 2009 | 2022 |
| --------- | ---- | ---- | ---- | ---- | ---- | ---- | ---- | ---- | ---- |
| Einwohner | 490  | 510  | 522  | 558  | 600  | 657  | 620  | 604  | 644  |

## Sehenswürdigkeiten

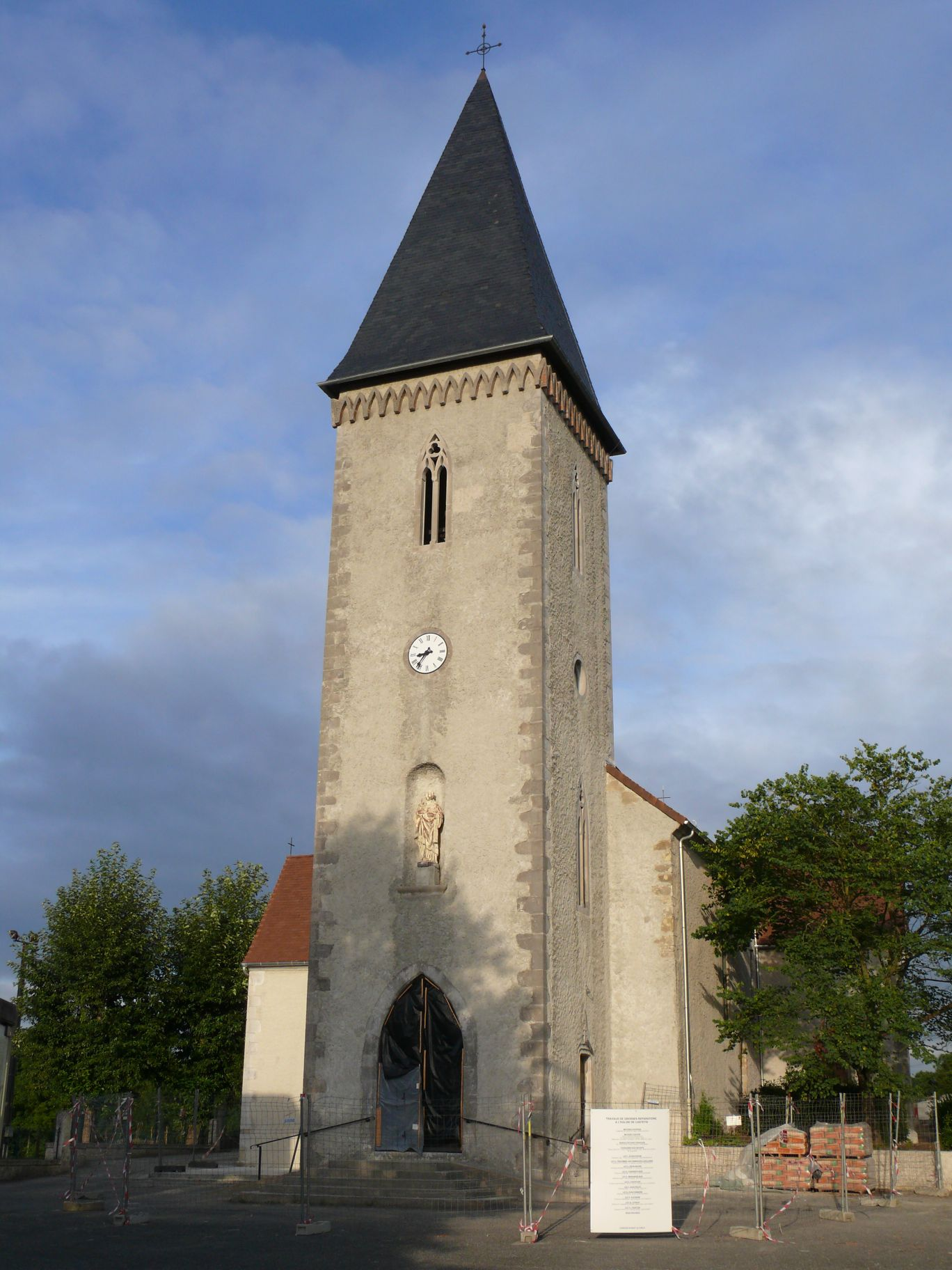
Ortskirche Saint-Laurent

- Ortskirche, gewidmet Laurentius von Rom. Die ursprüngliche Kirche wurde 1569 on protestantischen Truppen im Dritten Hugenottenkrieg zerstört. Der Wiederaufbau erfolgte am Ende des 16. und zu Beginn des 17. Jahrhunderts. Die heutige Apsis weist Spuren dieser Bautätigkeit auf, insbesondere das spätgotische Zwillingsfenster weist auf diese Bauperiode hin. 1844 bis 1846 erfolgte eine Restaurierung und ein partieller Neubau des Langhauses und der Apsis. Gegen 1849 wurden die beiden Kapellen angefügt, von 1851 bis 1852 wahrscheinlich der Glockenturm neu gebaut, 1866 die Wände der beiden Kapellen erhöht. Möglicherweise erhielt das Gewölbe des Langhauses und des Chors zu diesem Zeitpunkt den Trompe-l’œil, der den Eindruck von Gewölberippen vermittelt.[11]

- Ortskirche, gewidmet Johannes dem Täufer. Die ursprüngliche Kirche gehörte zur Komturei des Johanniterordens von Caubin und Morlaàs. Pfarrer Victor Peyret-Cauhapé initiierte den Neubau der Kirche in den Jahren 1901 bis 1906, möglicherweise unter Verwendung der Mauern des alten Langhauses. Die Malerei auf den Wänden und des Gewölbes des Langhauses kann dem Maler Louis Decrept aus Bayonne zugeschrieben werden, der in vielen anderen Kirchen des Kantons gewirkt hat. Die acht Glasfenster sind Werke aus dem Jahre 1830 des Glasmalers Louis-Victor Gesta aus Toulouse.[12]

- Schloss „der drei Poeten“. Das Schloss van Candau ist im 17. Jahrhundert erbaut worden. Das rechteckige, dreigeschossige Wohnhaus wird von zwei Rundtürmen flankiert, ein mehreckiger Turm ragt aus der Fassade empor. Der neue Name ist eine Würdigung an drei große französische Dichter, Alphonse de Lamartine, Alfred de Vigny und Francis Jammes, die sich zeitweise dort aufhielten.[13]

## Wirtschaft und Infrastruktur
Die Wirtschaft der Gemeinde wird in erster Linie durch die Landwirtschaft bestimmt. Castétis liegt in der Zone AOC des Weinbaugebiets Béarn, des Ossau-Iraty, ein traditionell hergestellter Schnittkäse aus Schafmilch.

### Bildung
Die Gemeinde verfügt über eine öffentliche Vor- und Grundschule mit 42 Kindern im Schuljahr 2016/2017.

### Verkehr
Die Gemeinde ist erreichbar über die Routes départementales 817 (ehemalige Route nationale 117) und 946 (ehemalige Route nationale 646). Eine Linie des Busnetzes Transports 64 führt von Orthez nach Pau über Castétis.
Die Eisenbahnstrecke von Pau nach Bayonne durchquert den Ort, aber Castétis verfügt über keinen Haltepunkt.